# Ялина (геральдика)
Ялина — у геральдиці негеральдична фігура з різною символікою. Її також називають ялицею, але ці два дерева, як правило, у геральдичних термінах не розрізняють.

## Зображення та блазонування
На гербі вона зображена як вічнозелене, переважно стилізоване дерево, символізує стабільність і вірність. Герби багатьох лісистих населених пунктів зазвичай мають ялинку. Якщо зображено кілька дерев, геральдист обмежується трьома.
Стовбур може бути різного кольору. Також є герби з натуральними ялинами.
Також можна зобразити коріння, тоді говорять про вкорінене або з корінням. Зазвичай дерево все ще стоїть на землі, так можна описати вирвану з корінням ялину або таку, що плаває.

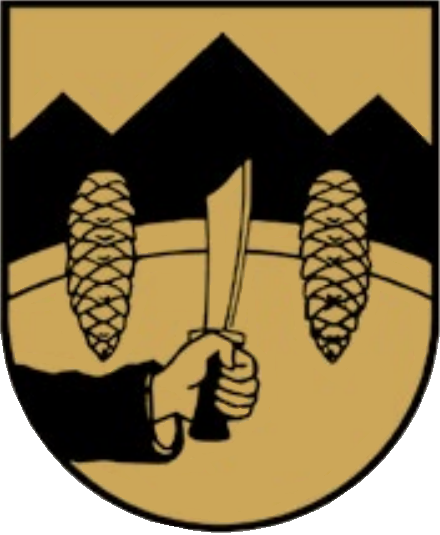
Дві опалі ялинові шишки (Гогентауерн, Австрія)

Стилізовані ялини (Шпіндлерув Млин, Чехія)

Зустрічається також зображення ялини з шишками. Це показує, що ялина є основною геральдичною фігурою, адже шишки в нормальному вигляді — як і в природі — стоять вертикально, звисаючі шишки мають такий самий вигляд, або впали: тоді це була б природна форма плодів ялини, отже, це — всупереч тому стилю росту — геральдично описується як ялина з опалими шишками. Шишки зазвичай природного кольору (коричневі).

## Варіанти
Часто є лише одна гілка ялини або ялинова шишка в різних кількостях і формах (приклад: герб Сарранту). Останні переважно тоновані під срібло або золото. Верхівка шишки спрямована вгору (це була б справжня ялина), якщо вона не з гілочкою в щитку (яка представляла б ялину). Шишки можуть бути трилисником або 2:1.
Термін «ялина» пов'язаний із ялиновим хрестом (усі рамена мають стилізовану ялинову гілку) та ялиноподібним поділом.

## Використання та приклади
Ялиця особливо поширена у фінській геральдиці.

Ялина також з'являється, наприклад, на гербах муніципалітетів Танн (Ельзас), Танн (Гарц) і Танн (Гессен).

Ялиновий хрест у гербі Гундінга
Стовбур дерева, покритий мечем - Мауерштеттен
Вкорінена ялина уФіхтах, Баварський ліс
Емблема натуральної ялиці - Адельманнсфельден, Баден-Вюртемберг
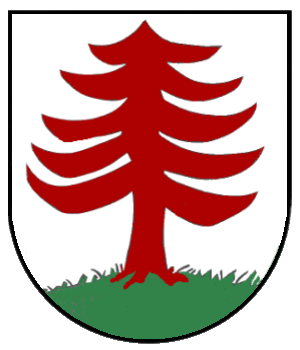
Червона ялиця - Майнгардт, Баден-Вюртемберг
Деккенпфронн задовольняється ялиновою гілкою, яка покликана підкреслити близькість до Чорного лісу
Три ялини з Корниці Франкенгардт, Баден-Вюртемберг
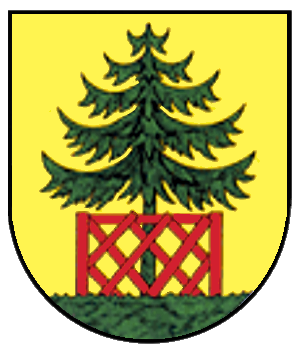
Герб Оменгайма, Баден-Вюртемберг
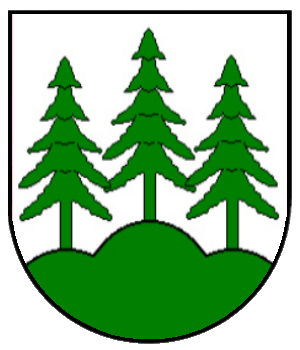
Герб Абтсгмюнда, Баден-Вюртемберг
Герб Таннгаузена, Баден-Вюртемберг
Таннгейм, Баден-Вюртемберг
Три ялини на трьох пагорбах на гербі Таннгайма, Баден-Вюртемберг
Герб ялини з білкою - Тітізе-Нойштадт, Баден-Вюртемберг
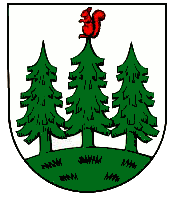
Герб Аумі, Тюрінгія
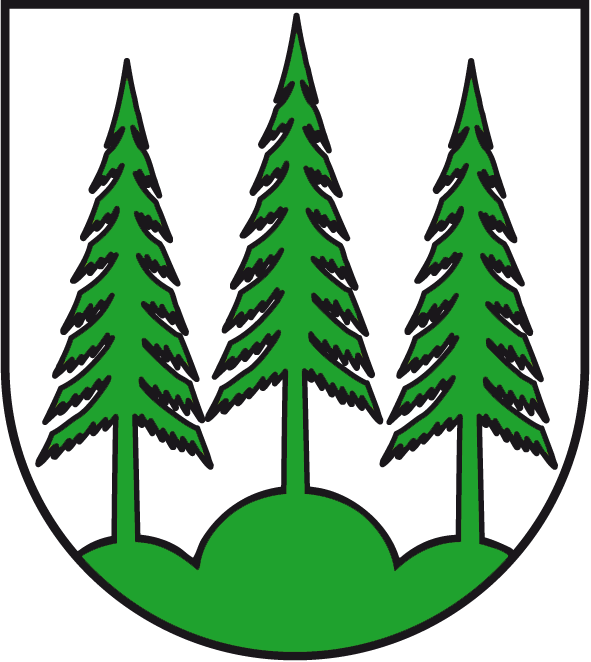
Герб Танне (Гарц), Саксонія-Ангальт
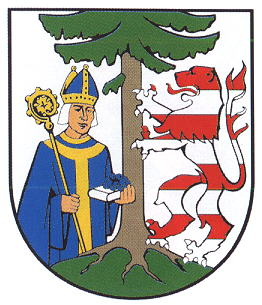
Герб Бад-Теннштедт, Тюрінгія
Стилізований ялиноподібний поділ - Їндржиховіце-под-Смркем
Зелено-срібляста ялиновий поділ - Нентерсхузен (Гессен)
Ялиноподібний поділл - Варпайс'ярві, Фінляндія
Вкорінена стилізована ялина з шишками на гербі - Куусанкоскі, Фінляндія
Одиннадцять стилізованих - Крістінестад, Фінляндія
Ялина – Денсбюрен, Швейцарія
Плаваючі ялини з корінням - Лакс, Швейцарія
Ялина з корінням- Трахзельвальда, Швейцарія
Герб Вараша
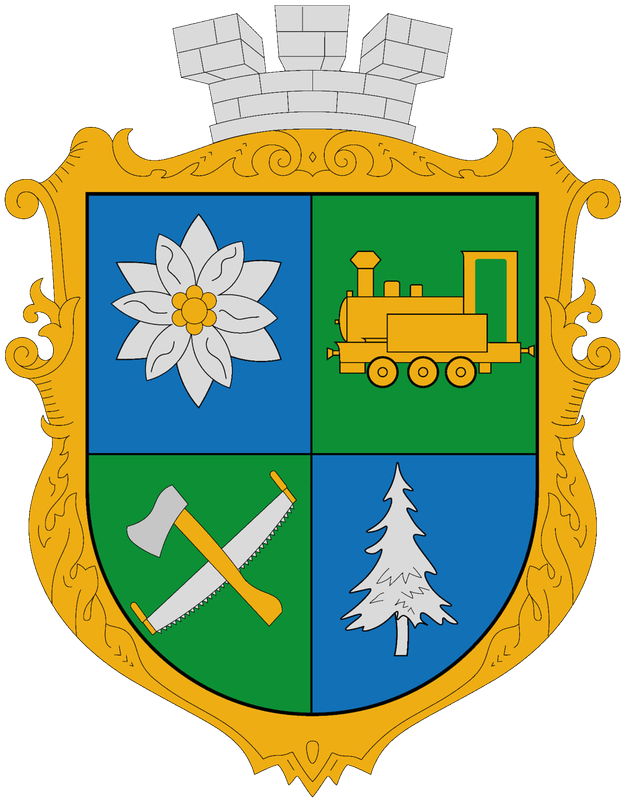
Вигодська селищна громада

## Веб-посилання
- Tanne (Heraldik) в Heraldik-Wiki[de]